# Mare' (nahija)
Nahija Mare' (ar. ناحية مارع) je nahija u okrugu Azaz, u sirijskoj pokrajini Alep. Površina nahije je 191,42 km2. Po popisu iz 2004. (prije rata), nahija je imala 39.306 stanovnika. Administrativno sjedište je u naselju Mare'.